# Tagoel (rivier)
De Tagoel (Russisch: Тагул), in de bovenloop Maly Tagoel (Малый Тагул; "Kleine Tagoel") genoemd, is een ongeveer 300-kilometer lange rivier in het zuiden van Midden-Siberië, in het zuiden van de Russische oblast Irkoetsk. Het is een linkerzijrivier van de Birjoesa.
De rivier ontspringt op de noordelijke hellingen van de Oostelijke Sajan en stroomt eerst in de richting van het noordoosten en vervolgens het oosten. Het heeft het karakter van een bergrivier met veel meanders en snijdt zich snelstromend door een nauwe vallei. In de bovenloop, waar de rivier zich door een dichtbebost berglandschap wringt, bevindt zich een waterval en in de benedenloop, waar het reliëf afneemt en de vallei breder wordt, bevinden zich een aantal stroomversnellingen. De benedenloop stroomt door een moerasachtig en onbewoond gebied.
De rivier wordt vooral gevoed door regen en overstroomt van mei tot september. In oktober begint zich drijvend ijs te vormen en van november tot mei is de rivier bevroren.